# Семилетка (Шипуновский район)
Семилетка — посёлок в Шипуновском районе Алтайского края. Входит в состав Краснояровского сельсовета.

## География
Расположен в верховье лога Горячий.

## Население
| 1997 | 1998 | 1999 | 2000 | 2001 | 2002 |
| ---- | ---- | ---- | ---- | ---- | ---- |
| 142  | ↘131 | ↘104 | ↘87  | ↗92  | ↗98  |
| 2003 | 2004 | 2005 | 2006 | 2007 | 2008 |
| ↘97  | ↘82  | ↘79  | ↘69  | →69  | ↘67  |
| 2009 | 2010 | 2011 | 2012 | 2013 |      |
| ↘45  | ↘27  | →27  | ↘19  | ↘7   |      |

Национальный состав
Согласно результатам переписи 2002 года, в национальной структуре населения русские составляли 81 %.